# Claudia Six
Claudia Six (* 19. Juni 1982 in Friesach) ist eine multidisziplinäre bildende Künstlerin, die in Wien lebt und arbeitet. In ihren Arbeiten verbindet sie Puppenspiel, Illustration, Installation und Performance zu poetisch-surrealen Erzählwelten, die sich mit inneren Realitäten, Traumlogik und psychologischen Zwischenräumen beschäftigen. Ihre Werke werden häufig mit Strömungen wie Pop Surrealism oder zeitgenössischer Lowbrow Art in Verbindung gebracht, lassen sich jedoch keiner eindeutigen Kategorie zuordnen. Auf der Website der US-amerikanischen Kuratorin und Kulturmanagerin Yasha Young, Gründerin des Urban Nation Museum in Berlin, wird sie als Teil der „exceptional artists and creative visionaries, whose work shapes and enriches the global art and cultural landscape“ aufgeführt.

## Leben und Werk
Claudia Six besuchte in Wien die Fachklasse für Grafik und Textildesign der Modeschule der Stadt Wien im Schloss Hetzendorf und studierte anschließend Theater-, Film- und Medienwissenschaft an der Universität Wien. Dort lernte sie das Objekt- und Figurentheater kennen und begann selbst, Puppen und Figuren aller Art zu entwerfen, zu bauen und zu spielen. An der Pictoplasma Academy für Contemporary Character Design in Berlin absolvierte Claudia Six eine weiterführende Ausbildung. Ihre Figuren sind Teil zahlreicher Theater- und Operninszenierungen, Ausstellungen, Installationen und Filme. Im immersiven Wiener Theaterensemble Nesterval ist sie regelmäßig als Schauspielerin tätig.

## Werke (Auszug)

### Installationen
- 2023: „Which Way to Happy“, Red Carpet Awards, Wien
- 2022: „This Room belongs to us“, Pictoplasma, Berlin
- 2022: „A Theory of you“, Red Carpet Showroom, Wien
- 2019: „With Fear“, Jan Arnold Gallery MQ, Wien[5]
- 2019: „Adam and Eve - A de-and reconstruction of childhood“, Joachim’s Treatment Puppet Festival, Wien[6]
- 2017: „You are with us now“, UNSAFE + SOUNDS Festival, Wien: Mama Fortuna, International Puppettheatre Festival, Schuberttheater Wien
- 2015: „Character Photo Booth“, Schuberttheater, Wien
- 2013: „Lolo Wunderhund“, Eröffnung Hundsturm, Wien (Volkstheater)
- 2012: „Die Nachtigall“ nach Hans Christian Andersen mit Katrin Ackerl Konstantin, Museum of Modern Art, Klagenfurt
- 2011: „Wildnisfähigkeit I“, Research Project über Jerome Kite, mit Thomas Glavinic

### Theater und Oper
- 2024: „Nestervals Götterdämmerung“, Neue Staatsoper NEST, Performer, Nesterval, Wiener Staatsoper
- 2024: „Ida und der fliegende Wal“, Theater Junge Generation Dresden[7]
- 2023: „Kapitän Nemos Bibliothek“, Puppendesign und -herstellung, Neue Oper Wien[8][9]
- 2023: „Das schlaue Füchlsein“, Puppendesign und -herstellung, Regie: Maximilian von Mayenburg, Mecklenburgisches Staatstheater[10][11]
- 2022: „Sex, Drugs and Buddenbrooks“, Performer, Nesterval, brut Wien
- 2021: „Sex, Drugs and Buddenbrooks“, Performer, Nesterval, Kampnagel Hamburg
- 2020: „Goodbye Kreisky“, Performer, Nesterval, brut Wien
- 2020: „Der Kreisky Test“, Performer, Nesterval, brut Wien (Nestroypreis 2020)
- 2019: „Auf Ewig Dein“, Puppendesign und Herstellung, Bühnenbild, Performance, neuebuehnevillach, Regie: Erik Jan Rippmann
- 2019: „Das Dorf“, Schauspielerin, Nesterval, brut Wien (Nestroy Nominierung)
- 2019: „Beethovens unsterbliche Geliebte“, Puppendesign und Herstellung, Schuberttheater, Wien
- 2018: „Frankenstein“, Puppenspiel, Regie: Philipp Stölzl, Staatsoper Hamburg[12]
- 2018: „Frankenstein“, Puppendesign und Herstellung, Puppencoaching, Regie: Maximilian von Mayenburg, Deutsche Oper Berlin[13][14]
- 2017: „Money“, Puppen, Bühnenbild, Performance, Regie: Erik Jan Rippmann, neuebuehnevillach[15]
- 2017: „Haydn - die Musik aus mir“, Puppendesign und Herstellung, Regie: Simon Meusburger, Schuberttheater, Wien
- 2016: „Die Erschaffung der Welt“, Puppendesign und Herstellung, Regie: Marie Steiner, Schuberttheater, Wien
- 2015: „Hänsel.Gretel.Finsterwald“, A Puppet Theatre Installation, Puppen und Bühne, Regie: Marie Steiner, Wien
- 2015: „Fünf tragische Weisen eine Frau zu töten“, Puppendesign und Herstellung, Regie: Jasmin Zamani, Schuberttheater, Wien[16]
- 2014: „Alice“, Puppendesign und Herstellung, Regie: Simon Meusburger, Schuberttheater, Wien
- 2012: „Which way to happy?“, Performance mit Objekten, Set Design und Objekte, mit Karin Pauer, Kukla Festival Istanbul, Festspielhaus St. Pölten
- 2012: „Die Europa“, Live Animation on Stage with Objects, Regie: Philipp Weiss, Theater Drachengasse, Wien
- 2010: „Zum Glück“, Puppentheaterperformance, Story, Stagedesign, Puppen und Performance unterstützt von BMUKK und MA 7, Wien
- 2010: „Tintenfisch Metropolis“, Performance from TOMAK, Puppenherstellung und Performance, Kunsthalle Wien
- 2009: „Im Bett, Stage Design“, Puppen und Performance, Regie: Christoph Bochdansky, Wien
- 2009: „Troilus und Cressida“, Puppen und Performance, Adaption von Thomas Ballhausen, Paraflow Festival, Museumsquartier Wien
- 2009: „Die Gedankenmaschine“, Puppen, Story, Performance, unterstützt von BMUKK und MA7, Wien
- 2008: „Wie man Wünsche beim Schwanz packt, von Pablo Picasso, Puppen und Performance“, Regie: Katrin Ackerl Konstantin, neuebuehnevillach
- 2007: „Ein feines Haus“, Puppen, Story, Set Design, dreizurdritten Puppet Theatre Festival, Wien

### Einzelausstellungen
- 2024: „Are we there yet?“, Galerie Kleine Affäre Hattingen[17]
- 2022: „A Theory of you“, Red Carpet Showroom, Wien
- 2019: „With Fear“, Jan Arnold Gallery, MQ Wien
- 2018: „Big Bang Puppets“, International Puppet Theater Festival, Mistelbach[18][19]
- 2014: „Twenty Five“, PannOpticum – International Puppet Theatre Festival
- 2013: „My Little Creature Shop“, SIX, Wien
- 2012: „lost and found“, PannOpticum – International Puppet Theatre Festival

### Gruppenausstellungen
- 2024: „Veils of the Unknown“, Poe's, Tucson AZ, USA
- 2024: „Ephemeral“, Nannygoat Gallery, Petaluma CAL, USA
- 2022: „Fluxus“, Millerntor Galerie, Hamburg[20]
- 2021: „Small Works / After Life“, Penumbra Gallery, Portugal
- 2020: „Don't wake Daddy XV“, Feinkunst Krüger, Hamburg
- 2016: „Untaimed Fauna“, Alexi Era Gallery, Portland
- 2016: „Textilie.Faser.Stoff“, KULMaterie
- 2015: „Memory“, Pictoplasma Festival, Berlin
- 2014: „Sources and Secrets“, moe, Wien
- 2014: Pictoplasma, Character Selfie Installation, Berlin, Mexico
- 2014: Pictoplasma, Pictoplasma Academy Group Exhibition, Berlin

### Speaker
- 2022: Pictoplasma, Conference Speaker, Metaphor of a humann condition, Berlin[21]
- 2021: Game Dev Days, Befriending the Imaginary, Online[22]

### Filme
- 2023: „Alma & Oskar“, Regie: Dieter Berner (Puppenbau)